# Gin gwai
Gin gwai (conocida en su versión en castellano como El ojo o The eye, El ojo) es una película de Hong Kong dirigida por Oxide Pang Chun y Danny Pang en el año 2002.

## Trama
A los dos años de edad Mann se quedó ciega. Dieciocho años después, una arriesgada operación de trasplante de córnea le devuelve la vista; pero una serie de sucesos inexplicables la llevan a pensar que hay algo más allá de lo que ella ve con su recién otorgado don de la visión. Misteriosas figuras vestidas de negro parecen anunciar muertes repentinas, y horribles personajes desfigurados invaden cada día de su existencia. Ante la imposibilidad de definir su propia identidad, llega a comprender que cuando se mira en un espejo no se ve a sí misma sino que ve a otra mujer: Ling, la poseedora original de la córnea. Estas visiones de pesadilla conducen a Mann a la locura. 
Desesperada por descubrir la verdad, viaja al pueblo de Ling, en el norte de Tailandia. Allí descubre que Ling era adivina, pero no pudo salvar a los habitantes del pueblo de un fuego que ella había predicho, y eso la hizo caer en una profunda depresión. Mann siente la pena de haber heredado el destino de Ling y el dolor que acompaña la capacidad de ver más de lo que uno quiere ver. 
Cuando está a punto de irse de Tailandia, vuelven los presagios de la muerte vestidos de negro, pero esta vez son centenares. Una tragedia está a punto de ocurrir una vez más y solo ella podría evitarla. ¿Está decidido ya el destino, o tendrá Mann el valor y la fortaleza de cambiar el futuro?...

## Reparto
- Angelica Lee como Wong Kar-Mun.
  - Cusnithorn Chotiphan como Mun de niña.
- Lawrence Chou como Dr. Wah.
- Chutcha Rujinanon como Chiu Wai-ling.
  - Tassanana Nuntasaree como Ling (a los 4 años).
  - Damrongwiseeatpanich como Ling (a los 8 años).
- So Yat-lai como Yingying.
- Candy Lo como Yee, hermana de Mun.
  - Dampongongtrakul Sawadee como Yee de niña.
- Ko Yin-ping como abuela de Mun.
- Pierre Png como Dr. Eak.
- Edmund Chen como Dr. Lo.
- Winston Yeh como taoísta.
- Jinda Duangtoy como anciana en el Hospital.
- Wong Yuet-siu como fantasma en el hospital.
- Wisarup Annuar como alma oscura.
- Chin Wing-wai como cuidador de hospital.
- Leung Tou como fantasma de autopista.
- Lau Ka-ming como secretaria de Dr. Wah's.
- Ben Yuen como Mr. Ching.
- Wasarat Thirasarichoti como asistente Mr. Ching.
- Poon Ming como niño fantasma.
- Cub Chin como padre de niño fantasma.
- Nonlaporn Scmbatruksasuk as madre de niño fantasma.
- Ng Tin-nam como profesor de caligrafía.
- Nittaya Suthornrat como fantasma en el cuarto de caligrafía.
- Lee Hing-kam como jefe de restaurante.
- Lau Yuk-ha como camarera de restaurante.
- Ho Si-wan como fantasma de restaurante.
- Chim Pui-ho como niño en accidente de auto.
- Sungwien Cummee como fantasma del elevador.
- Scmchai Leelanukul como conductor de minibús tailandés.
- Busarin Thongtiw como enfermera tailandesa n.º 1.
- Panpimol Jeamsakol como enfermera tailandesa n.º 2.
- Wang Sue-yuen como madre de Ling.
- Sopol Duriensuk como policía de tráfico tailandés.
- Pornchai Hongratanaporn como novia en auto.
- Wirasinee Kuntipan como novio en auto.
- Narcingsak Junjampat como padre de recién nacido.
- Kanta Aeamsamang como madre de recién nacido.
- Wanna Mahachanok como conductor de camión de bomberos.
- Florence Wu como enfermera.

## Producción
The Eye, está producida por MediaCorp Raintree Pictures y Applause Pictures, protagonizada principalmente por Angelica Lee.
Danny y Oxide Pang dijeron que se inspiraron para escribir el guion de El Ojo de un informe que habían visto en un periódico de Hong Kong, acerca de un joven de 16 años de edad que había recibido un trasplante de córnea y se suicidó poco después.
«Siempre se había preguntado cómo la muchacha vio cuando ella recuperó su vista por fin y lo que realmente le daba ganas de acabar con su vida», según dijo Oxide y Danny Pang
Vale la pena mencionar que una película similar fue planeada por Alfred Hitchcock hace muchos años, como se indica en Biografía Patrick McGilligan, Alfred Hitchcock: Una vida en la oscuridad y la luz. (así como otros). La película era sobre una pianista ciego y Alfred Hitchcock tenía la esperanza de que James Stewart para interpretar el papel. El pianista se somete a una cirugía de trasplante de ojo avance y ve las imágenes y las cosas que el donante una vez vio, entre ellos un asesinato.

## Recepción
La película recibió críticas favorables en general, de la crítica en América del Norte. En la revisión de las opiniones agregadas, el 69% de los críticos dieron las revisiones película positiva, basado en 91 opiniones. En Metacritic, la película recibió una puntuación media de 66 sobre 100, basado en 26 opiniones.

## Rodaje
La película fue estrenada en los Estados Unidos y Canadá en 13 salas de cine el 6 de junio de 2003, ganando en total de 122 590 dólares en su primer fin de semana. En esos países, el mayor estreno de la película fue de 23 teatros y finalmente recaudó un total de 512 049 dólares.

## Secuelas
- Gin gwai 2
- Gin gwai 10